# Funicolare Eizan
La funicolare Eizan (叡山ケーブル?, Eizan Kēburu), nota ufficialmente come linea funicolare (鋼索線?, Kōsaku-sen), è una funicolare situata sulle pendici del monte Hiei, a Kyoto, in Giappone. È gestito dalla Keifuku Electric Railroad e fornisce l'accesso al monastero Enryaku-ji dal versante occidentale.

## Storia
Il 20 dicembre 1925, la società Kyoto Electric Light (京都電燈?, Kyōtodentō) aprì la funicolare del dipartimento delle ferrovie elettriche di Eizan tra il ponte Nishito (attualmente Cavo Yase) e Shimeigatake (attualmente Cavo Hiei). Il 2 marzo 1942 la funicolare viene trasferita alla Keifuku Electric Railroad. Il servizio viene sospeso nel 1944 e ripreso nel 1946.
Il 1º agosto 1965, la stazione Nishi-Tobashi fu ribattezzata Stazione Cavo Yaseyuen e la Stazione Shimeigatake fu ribattezzata Stazione Caco Hiei. Il 10 marzo 2002, la stazione Cavo Yaseyuen è stata ribattezzata Stazione Cavo Yase.

## Caratteristiche
La funicolare è costituita da un unico binario con raccordo centrale.
- Lunghezza: 1,3 km
- Dislivello: 561 m
- Pendenza: 53,0%
- Scartamento ferroviario: 1.067 mm
- Numero di stazioni: 2

Raccordo centrale
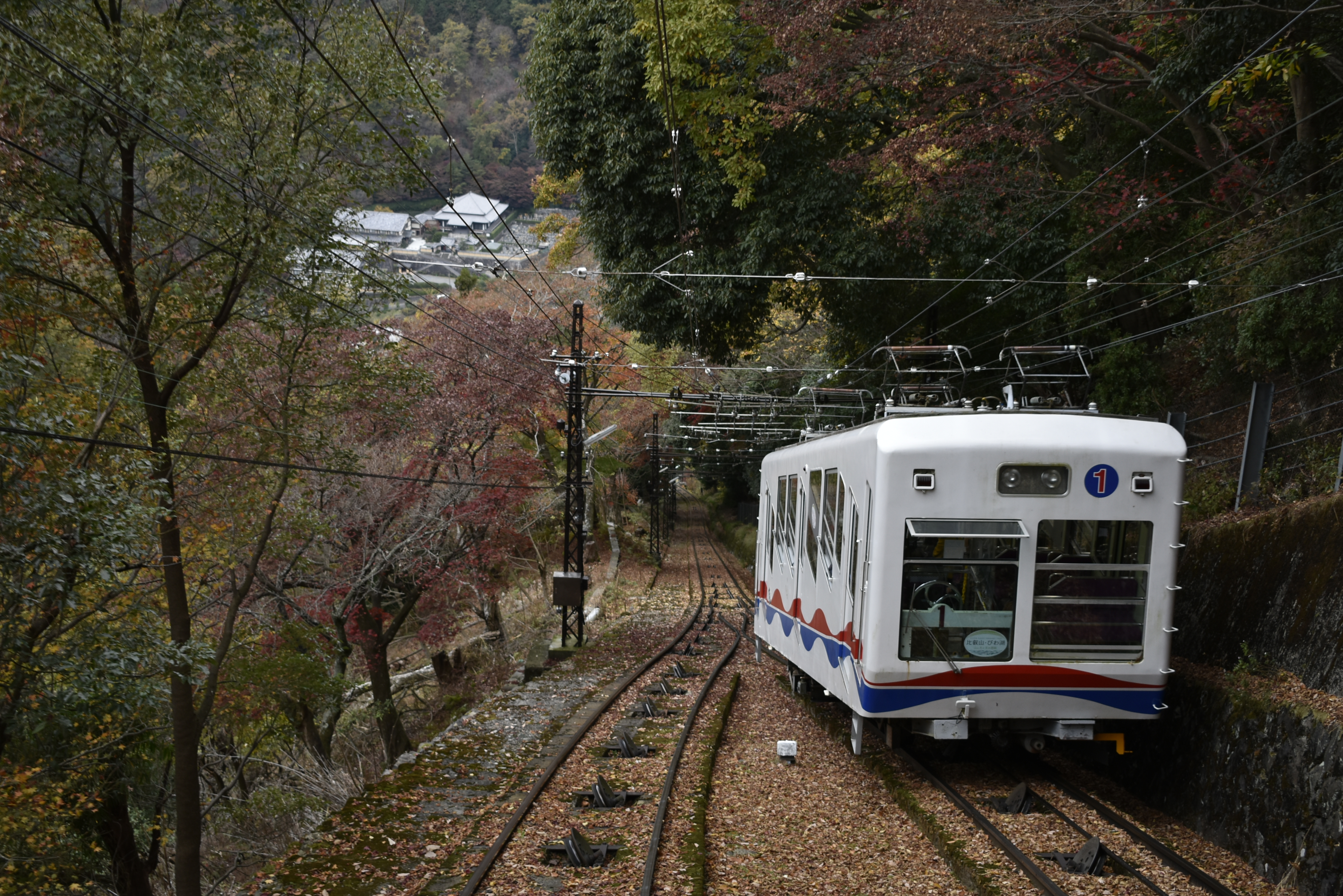
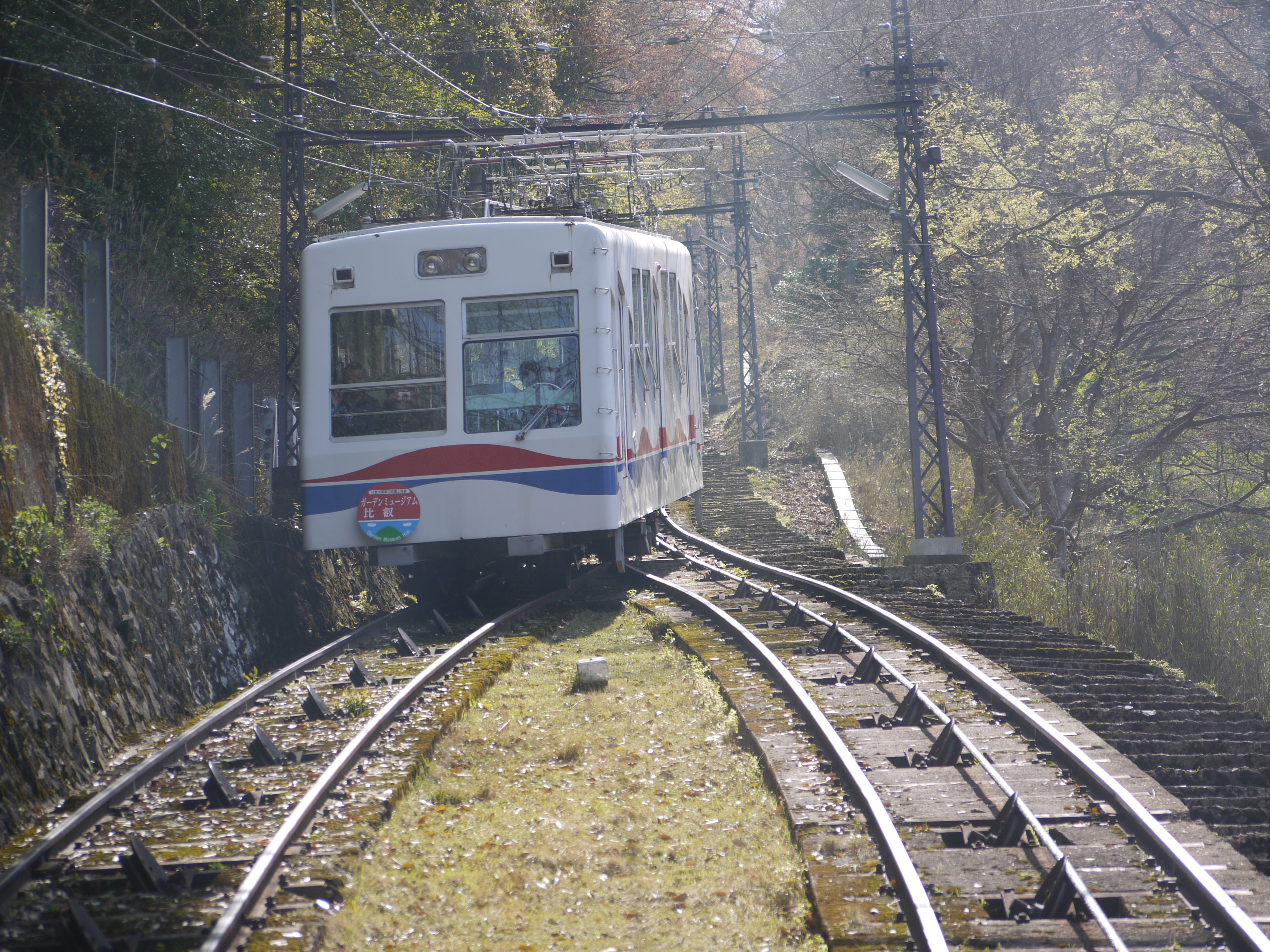
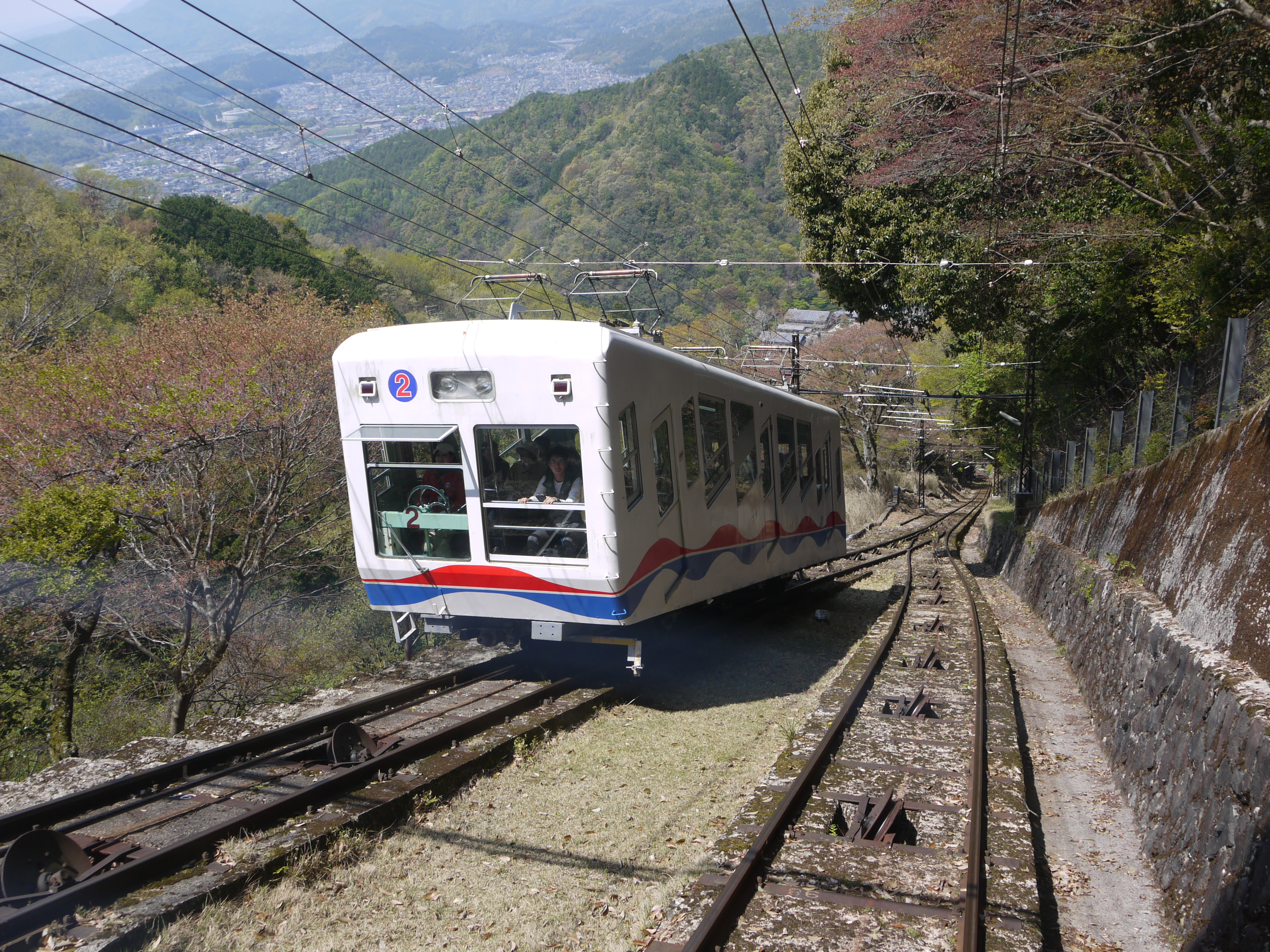

## Stazioni
| Stazione  | Giapponese   | Distanza (km) | Collegamenti                               | Posizione |
| --------- | ------------ | ------------- | ------------------------------------------ | --------- |
| Cavo Yase | ケーブル八瀬 | 0             | Eiden : Eizan (stazione Yase-Hieizanguchi) | Kyoto     |
| Cavo Hiei | ケーブル比叡 | 1,3           | Funivia Eizan                              | Kyoto     |